# Пайшер, Людвиг
Людвиг Пайшер (нем. Ludwig Paischer, род. 28 ноября 1981 года) — австрийский дзюдоист, призёр Олимпийских игр и чемпионатов мира, двукратный чемпион Европы, многократный чемпион Австрии.
Людвиг Пайшер родился в 1981 году в Оберндорф-Зальцбурге. В 2004 году принял участие в Олимпийских играх в Афинах, но не завоевал медалей. В 2008 году стал обладателем серебряной медали на Олимпийских играх в Пекине. Принимал участие в Олимпийских играх в Лондоне 2012 и Олимпийских играх в Рио-де-Жанейро 2016, но не завоевал медалей.
16 ноября 2016 года объявил о завершении своей карьеры.